# Барило-Крепинская
Бари́ло-Кре́пинская — слобода в Родионово-Несветайском районе Ростовской области.
Административный центр Барило-Крепинского сельского поселения.

## География

### Улицы
| - ул. В. Черевичкина, - ул. Выгонная, - ул. Гагарина, - ул. Гончарова, - ул. Горького, - ул. Дальневосточная, - ул. Димитрова, | - ул. Заречная, - ул. Красноармейская, - ул. Ленина, - ул. Маяковского, - ул. Мостовая, - ул. Новая, - ул. Октябрьская, | - ул. Подгорная, - ул. Пролетарская, - ул. Просвещения, - ул. Пушкинская, - ул. Садовая, - ул. Степная, - пер. Речной. |

## Население
| 2010 | 2018  |
| ---- | ----- |
| 1261 | ↘1139 |